# Lista placówek oświatowych w Stalowej Woli

## Przedszkola
- Przedszkole nr 1

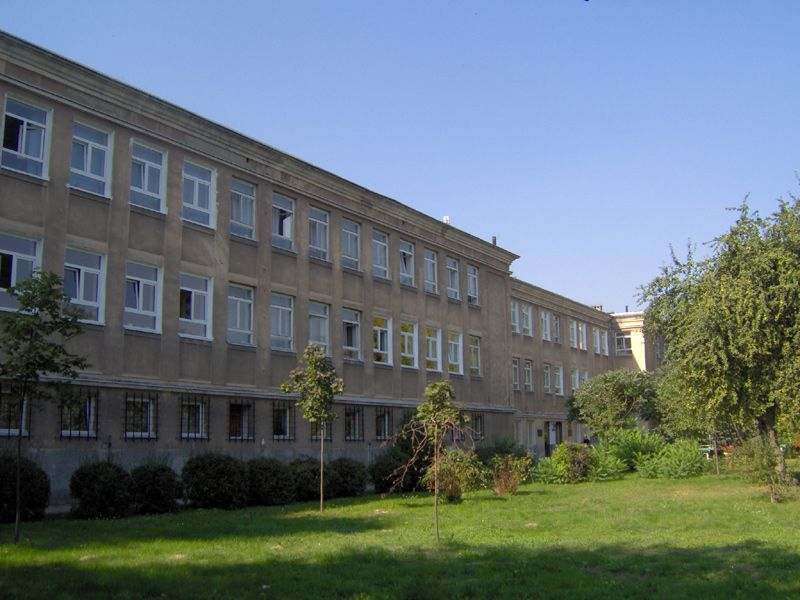
Liceum Ogólnokształcące im. Komisji Edukacji Narodowej

- Przedszkole nr 2 im. Jana Brzechwy
- Przedszkole nr 3
- Przedszkole nr 4
- Przedszkole nr 5 im. Juliana Tuwima
- Przedszkole nr 6
- Przedszkole nr 7 im. Marii Konopnickiej
- Przedszkole nr 9
- Przedszkole nr 10 im. Marii Kownackiej
- Przedszkole nr 11
- Przedszkole Integracyjne nr 12 im. J.Ch. Andersena
- Przedszkole nr 15
- Przedszkole nr 18 im Marii Montessori[1]

## Szkoły podstawowe
- Społeczna Szkoła Podstawowa nr 1 im. Armii Krajowej[2]
- Katolicka Szkoła Podstawowa[3]
- Publiczna Szkoła Podstawowa nr 1 im. Wacława Górskiego
- Publiczna Szkoła Podstawowa z Oddziałami Mistrzostwa Sportowego nr 2 im. Jana Pawła II
- Publiczna Szkoła Podstawowa nr 3 im. Bohaterów Westerplatte
- Publiczna Szkoła Podstawowa nr 4 im. Eugeniusza Kwiatkowskiego
- Publiczna Szkoła Podstawowa nr 5 im. Energetyków
- Publiczna Szkoła Podstawowa z Oddziałami Integracyjnymi nr 7 im. Mikołaja Kopernika
- Publiczna Szkoła Podstawowa nr 8 Specjalna im. ks. Jana Twardowskiego
- Publiczna Szkoła Podstawowa nr 9 im. Jana Kochanowskiego
- Publiczna Szkoła Podstawowa nr 11 im. Szarych Szeregów
- Publiczna Szkoła Podstawowa nr 12 im. Jana Pawła II[4]

## Zespoły szkół
- Zespół Szkół Ponadpodstawowych  nr 1 im. gen. Władysława Sikorskiego
- Zespół Szkół Ponadpodstawowych nr 2 im. Tadeusza Kościuszki
- Zespół Szkół Ponadpodstawowych nr 3 im. Króla Jana III Sobieskiego
- Centrum Edukacji Zawodowej[5]

## Licea ogólnokształcące
- I Liceum Ogólnokształcące im. Komisji Edukacji Narodowej w Stalowej Woli[6]
- Samorządowe Liceum Ogólnokształcące im. Cypriana Kamila Norwida[7]
- Społeczne Liceum Ogólnokształcące[8]
- Katolickie Liceum Ogólnokształcące[3]

## Szkoły wyższe
- Katolicki Uniwersytet Lubelski
  - Wydział Zamiejscowy Prawa i Nauk o Społeczeństwie w Stalowej Woli
- Wyższa Szkoła Ekonomiczna w Stalowej Woli
- Polsko-Czeska Wyższa Szkoła Biznesu i Sportu "Collegium Glacense" z siedzibą w Stalowej Woli
- Politechnika Rzeszowska
  - Wydział Budowy Maszyn i Lotnictwa - Zamiejscowy Ośrodek Dydaktyczny w Stalowej Woli

## Inne szkoły
- Państwowa Szkoła Muzyczna I i II stopnia im. Ignacego Jana Paderewskiego
- Medyczna Szkoła Policealna im. Hanny Chrzanowskiej
- Zespół Szkół nr 6 Specjalnych
- Centrum Kształcenia Ustawicznego
- Centrum Kształcenia Torus - oddział w Stalowej Woli